# Laurentiske Bjerge
De Laurentiske Bjerge (fransk: Laurentides, engelsk: Laurentian Mountains) er en urgammel bjergkæde som ligger i provinsen Québec i Canada nord for Saint Lawrencefloden. De udgør den yngste og den mest sydøstlige del af det canadiske skjold . Det højeste punkt er Mont Raoul Blanchard der når op i 1.166 meters højde, nordøst for byen Québec . Flere floder, herunder Rivière Gatineau, har deres kilder i bjergkæden.
De Laurentiske Bjerge er en af de ældste bjergkæder i verden. Den består af sten som skabtes i kambrium-tiden, for 540 millioner år siden.

## Eksterne kilder og henvisninger
1. ↑  Laurentian Mountains Arkiveret 24. oktober 2007 hos  Wayback Machine, Encyclopædia Britannica,© 2007.

- Wikimedia Commons har flere filer relateret til Laurentiske Bjerge

47°N 72°V / 47°N 72°V